# Сириус (лек крайцер, 1940)
Сириус (на английски: HMS Sirius (82), от на английски: Sirius – Сириус) е лек крайцер на Британския Кралски флот, от времето на Втората световна война. Един от 11 крайцера на типа „Дидо“.
Поръчан е по програмата от 1936 г. на 21 август 1937 г. и е заложен в корабостроителницата на ВМС в Портсмът на 6 април 1938 г. Крайцерът е спуснат на вода на 18 септември 1940 г., ставайки шестия кораб носещ това име в британския флот. През ноември 1939 г. строителството му е спряно за завършване на по-спешни програми. Но влизането му в строй е задържано във връзка с повредите по кораба от авиационна бомба по време на нападението над Портсмът от вражеската авиация на 5 април 1941 г. Повредите по корпуса и ремонта на електрическите кабели отсрочват влизането му в строй до 6 май 1942 г. Името му е в чест на Сириус (на латински: Sirius), също α Голямото куче (на латински: α Canis Majoris) – най-ярката звезда в нощното небе.
Девизът на кораба звучи така: „Heaven’s light our guide“ – „Небесната светлина е наш водач“.

## История на службата
Крайцерът завършва комплектоването на 6 май 1942 г. и започва провеждането на изпитанията, продължили до 9 май, след което влиза в състава на флота в Скапа Флоу, като служи в Северно море и при Северозападните подходи.
На 20 юни „Сириус“, крайцера Curacoa и пет разрушителя образуват Съединение „X“. То ескортира конвоя Dummy, състоящ се от спомагателни минни заградители и въглевози, изпълняващи отвличащи действия по време на прехода на арктическия конвой PQ-17 (операция ES).

### Операция „Пиедестал“
През юли крайцерът е назначен за провеждане на операция за доставка на припаси в Малта (операция „Пиедестал“). На 31 юли 1942 г. той отплава със самолетоносача Victorious и крайцера Phoebe, съединявайки се в Атлантика със самолетоносачите Eagle, Indomitable и Argus. При прехода корабите провеждат учения по насочване на изтребителите и взаимодействие между самолетоносачите. На 9 август крайцерът влиза в състава на Съединение „Z“, което провежда прикритието на конвоя WS21S на прехода от Гибралтар до Сицилианските проливи.

### Конвойна служба
На 20 август 1942 г. отплава от Гибралтара за Фрийтаун заедно с крайцера Phoebe и разрушителите Quentin и Vansittart за прикритие на конвой. От 24 август същите кораби и разрушителите Vimy и Pathfinder ескортират в САЩ лайнера Queen Elizabeth.
През септември крайцерът е отделен за действия по защитата на конвоите в Южния Атлантик и Индийския океан. Той действа заедно с еднотипния Phoebe в помощ на южноафриканските ВМС в създаването на патрули за прихващане на вражеските блокадопробивачи. През октомври двата крайцера излизат в патрул по защита на корабоплаването в Южния Атлантик. На 23 октомври крайцерът Phoebe е повреден от торпедо на вражеската субмарина U-161 и „Сириус“ го ескортира до порта.

### Десантът в Северна Африка
През ноември 1942 г. крайцера е определен за участие в десанта в Северна Африка (операция Torch) и предприема преход към Гибралтар, за да се присъедини към Съединение „H“. На 8 ноември отплава заедно с линкора Duke of York, линейния крайцер Renown, самолетоносачите Victorious и Formidable, крайцерите Argonaut и Bermuda към бреговете на Северен Алжир за прикритие на операциите от всякакви надводни морски атаки.

### В състава на Съединение „Q“
На 25 ноември 1942 г. „Сириус“ влиза в състава на 12-та ескадра крайцери в образуваното Съединение „Q“, предназначено за защитата на конвоите при алжирските брегове и прихващане на вражеските конвои. На 2 декември той заедно със Съединението, в което, освен него, са крайцерите Argonaut и Aurora, участва в боя с италиански конвой, в хода на който са потопени всички търговски съдове от състава на конвоя и ескортиращият ги разрушител Folgare. По време на завръщането в базата в хода на въздушна атака е потопен разрушителя Quentin.
На 1 януари 1943 г. Съединение „Q“ в същия състав, плюс крайцера Dido, излиза в пореден патрул.
На 7 януари „Сириус“ заедно с крайцера Dido излиза за ескортиране към Бон на минзага Abdiel, плаващ от Гибралтар за поставяне на заграждения в пролива Скерк.
В течение на февруари Съединение „Q“ извършва патрулиране в западното и централното Средиземноморие, като крайцерите се редуват, действайки по двойки: „Сириус“ с Dido и Argonaut с Aurora.
На 12 март 1943 г. „Сириус“ участва в боя с вражески торпедни катери при Бизерта, съвместно с крайцера Aurora, и разрушителите Lightning и Loyal. В хода на боя Lightning е потопен.
От април до юни крайцерът продължава да действа в централното Средиземноморие, но вече няма бойни стълкновения, тъй като противника в Северна Африка е разгромен. След това крайцера е планирано да участва в десанта в Сицилия (операция Husky).

### Десанта в Сицилия
На 9 юли 1943 года крайцерът заедно с линкорите King George V и Howe, крайцера Dido и разрушителите Jervis, Panther, Pathfinder, Penn, Paladin и Petard е разгърнат южно от Сицилия, за прикритие на десанта от възможни действия на италианския надводен флот. След това е отделен заедно с Dido за артилерийска поддръжка. На 10 юли крайцерът отплава от Бон за поддръжката на операцията при Марсала (операция Fracture).

### Операции против Италия
На 31 юли 1943 г. „Сириус“ заедно с Dido и Euryalus бомбардира Вибо Валентия на западния бряг на Италия, в навечерието на десанта на Съюзниците на материка. През август крайцерът продължава с поддръжката на наземните войски, базирайки се в Малта.
На 8 септември „Сириус“ заедно с Aurora, Penelope, Dido и Abdiel вземат на борда си части на 1-ва британска въздушно-десантна дивизия, предназначени за десанта в Таранто (операция Slapstick). На 9 септември тези кораби, заедно с линкорите King George V и Howe, и американския крайцер Boise влизат в залива на Таранто. При входа, на мина поставена при оттеглянето на немците, се натъква минзага Abdiel, което води до големи загуби в личен състав и състава на десантните войски на борда.
На 17 септември 1943 г. крайцерът се присъединява към крайцерите Mauritius и Orion, провеждащи обстрел на крайбрежието по време на десанта в Солерно (операция Avalanche). На 18 септември крайцерът е повреден от близки разриви на авиобомби, но продължава участието си в операцията. Едва на 25 септември той се връща в Малта.
През октомври крайцерът е преведен в Егейско море за поддръжка на британската окупация на островите след капитулацията на италианците. На 4 октомври той пристига там заедно с крайцерите Aurora, Penelope и Dido за прихващане на немските десантни средства.

### Унищожаване на немски конвой в Егейско море
На 6 октомври 1943 г. „Сириус“ заедно с Penelope и разрушителите Faulknor и Fury северно от Astipalea (Stampalia) участва в боя с немски конвой, състоящ се от спомагателния ловец на подводници UJ-2111 (667 тона, бившия италиански Tramaglio), товарния съд Olympus (5216 брт) и 7 БДБ. В хода на боя е потопен UJ-2111, и всички съдове на конвоя също са потопени, или подпалени, есвен една БДБ. При отхода им през пролива Скарпанто корабите са подложение на интензивна въздушна атака, но края на краищата, на 7 октомври, пристигат в Александрия, при това Penelope е повреден.
На 17 октомври „Сириус“ се връща в Егейско море съвместно с разрушителите Pathfinder, Eclipse и Beaufort. Тези кораби са насочени за поддръжка на крайцера Aurora и разрушителите, действащи в тези води. И двата крайцера провеждат обстрел на залива Кос, след което са подложени на мощна и тежка атака. „Сириус“ е поразен в юта 250 kg бомба, а още 4 близки разрива предизвикват пожари на кърмата. Сериозни повреди от осколки получават въоръжението и радарните антени. От състава на екипажа са убити 14 души, още 30 получават са ранени. Въпреки това корабите се връщат в Александрия.
През ноември 1943 г. крайцерът преминава в Масава и влиза за ремонт, който продължава до 19 февруари 1944 г. В течение на март крайцерът е подготвен за последваща служба в състава на Средиземноморския флот, а през април пристига в Неапол и влиза в състава на 15-та ескадра крайцери. През май крайцерът се намира в централната част на Средиземно море за поддръжка на военните операции в Италия.

### Десанта в Нормандия
На 20 май 1944 г. „Сириус“ пристига в Клайд и започва служба в състава на Home Fleet, в рамките на подготовката за провеждането на операцията Нептун – морската част от десанта в Нормандия. Корабите провеждат учения и тренировка при северозападните подходи. В началото на юни крайцера става резервен бомбардирски кораб в източното съединение начело с линкора Rodney. Корабите се насочват в района на Ла Манш, но операцията е отложена с 24 часа. На 5 юни съединението все още е в района на Канала. На 7 юни „Сириус“ отплава от Solent заедно с Rodney за поддръжка със стрелба по време на десантирането. Заедно с крайцера Frobisher „Сириус“ подсигурява зенитната отбрана по време на десанта на плажа Sword.

### Десанта в Южна Франция
През юли 1944 г. крайцерът е освободен от участие в операция Нептун и е преведен за участие в операция „Драгун“ – десантът на съюзните войски в южна Франция. Операцията се провежда под американско командване. През август той влиза в Неапол в състава на резервните сили, съвместно с френския крайцер Jeanne d’Arc. На 23 август отплава от порта към Тулон, за да замени крайцера Aurora в състава на групата за обстрел на Тулон. На 24 август той пристига и започва обстрел над фортовете St Madrier. На 30 август „Сириус“, съвместно с крайцера Dido, излиза от американско командване се връща в подчинение на командването на Средиземноморския флот, продължавайки служба на този театър. На 13 септември „Сириус“ представлява Великобритания в качеството на флагмански кораб по време на церемониалното влизане на съюзниците в Тулон.

### В състава на силите в Егейско море
През октомври 1944 г. крайцерът е преведен в състава на британските сили в Егейско море за провеждането на операциите по превземане на островите в Егейско море и материкова Гърция (операция Manna). На 15 октомври той пристига в Атина. На 27 октомври стоварва десант на Diskopi.
През ноември и декември, крайцерът заедно с ескадрата е насочен в източното Средиземноморие за защита на конвойни операции. На 18 декември крайцера взема на борда си моряци от остров Митилини.

### Базиране в Малта
През януари 1945 г. крайцерът, заедно с ескадрата, е преведен в Малта, където в този момент се намират министърът на външните работи на Великобритания Антъни Идън и Държавния секретар на САЩ в навечерието на конференцията на съюзниците в Ялта. От февруари до май крайцерът заедно с ескадрата оказва поддръжка в Средиземно море, базиран в Малта. След победата крайцерът остава в Средиземно море за поддръжка на операциите в Егейско и Адриатическо морета. До края на бойните действия с Япония на корабите се провежда обширна подготовка за служба в Далечния изток.

## Следвоенна служба
Крайцерът остава в Средиземно море до 17 февруари 1946 г., след което се насочва за ремонт във Великобритания. След края на ремонта в Портсмът „Сириус“ участва в освещаването на военния мемориал в памет на рейда над Сен Назер в хода на Втората световна война. През същата година той присъства на кралския преглед в Клайд. Крайцерът е изваждан от строя през 1947 г., поради некомплектоване с екипаж, но още на следващата година отново влиза в строй. През април 1949 г. крайцерът е изведен в резерв. След шест години в резерва на флота крайцерът е отписан от списъците и продаден за скрап на BISCO, за разборка на Hughes Bolcow в Blyth, където пристига на 15 октомври 1956 г.

## Коментари
1. ↑  Всички данни са към момента на влизане в строй.